# Вілтон (Арканзас)
Вілтон (англ. Wilton) — місто (англ. town) в США, в окрузі Літтл-Рівер штату Арканзас. Населення — 287 осіб (2020).

## Географія
Вілтон розташований на висоті 97 метрів над рівнем моря за координатами 33°44′19″ пн. ш. 94°8′53″ зх. д. / 33.73861° пн. ш. 94.14806° зх. д. (33.738553, -94.147993).  За даними Бюро перепису населення США в 2010 році місто мало площу 3,37 км², уся площа — суходіл.

## Демографія
Згідно з переписом 2010 року, у місті мешкали 374 особи в 153 домогосподарствах у складі 106 родин. Густота населення становила 111 особа/км².  Було 192 помешкання (57/км²). 
Расовий склад населення:
| - 63,1 % — білих - 34,8 % — чорних або афроамериканців - 1,1 % — осіб інших рас |

До двох чи більше рас належало 1,1 %. Іспаномовні складали 1,6 % від усіх жителів.
За віковим діапазоном населення розподілялося таким чином: 22,5 % — особи молодші 18 років, 62,3 % — особи у віці 18—64 років, 15,2 % — особи у віці 65 років та старші. Медіана віку мешканця становила 43,8 року. На 100 осіб жіночої статі у місті припадало 94,8 чоловіків;  на 100 жінок у віці від 18 років та старших — 90,8 чоловіків також старших 18 років.
Середній дохід на одне домашнє господарство  становив 39 738 доларів США (медіана — 29 792), а середній дохід на одну сім'ю — 51 253 долари (медіана — 39 167). За межею бідності перебувало 29,4 % осіб, у тому числі 46,7 % дітей у віці до 18 років та 20,4 % осіб у віці 65 років та старших.
Цивільне працевлаштоване населення становило 134 особи. Основні галузі зайнятості: виробництво — 21,6 %, публічна адміністрація — 19,4 %, освіта, охорона здоров'я та соціальна допомога — 17,2 %.
За даними перепису населення 2000 року у Вілтоні проживало 439 осіб, 121 сім'я, налічувалося 162 домашніх господарств і 202 житлових будинки. Середня густота населення становила близько 129,1 особа на один квадратний кілометр. Расовий склад Вілтона за даними перепису розподілився таким чином: 58,31% білих, 40,77% — чорних або афроамериканців, 0,91% — представників змішаних рас.
З 162 домашніх господарств в 30,2% — виховували дітей віком до 18 років, 50,6% представляли собою подружні пари, які спільно проживали, в 16,0% сімей жінки проживали без чоловіків, 25,3% не мали сімей. 23,5% від загального числа сімей на момент перепису жили самостійно, при цьому 11,1% склали самотні літні люди у віці 65 років та старше. Середній розмір домашнього господарства склав 2,71 особи, а середній розмір родини — 3,12 особи.
Населення міста за віковим діапазоном за даними перепису 2000 року розподілилося таким чином: 26,0% — жителі молодше 18 років, 10,0% — між 18 і 24 роками, 25,3% — від 25 до 44 років, 22,8% — від 45 до 64 років і 15,9% — у віці 65 років та старше. Середній вік мешканця склав 37 років. На кожні 100 жінок у Вілтоні припадало 109,0 чоловіків, у віці від 18 років та старше — 108,3 чоловіків також старше 18 років.
Середній дохід на одне домашнє господарство в місті склав 31 696 доларів США, а середній дохід на одну сім'ю — 32 019 доларів. при цьому чоловіки мали середній дохід в 30 625 доларів США на рік проти 16 563 долара середньорічного доходу у жінок. Дохід на душу населення в місті склав 13 478 доларів на рік. 8,1% від усього числа сімей в населеному пункті і 15,2% від усієї чисельності населення перебувало на момент перепису населення за межею бідності, при цьому 19,4% з них були молодші 18 років і 22,1% — у віці 65 років та старше.